# Tachyphonus luctuosus
Tachyphonus luctuosus là một loài chim trong họ Thraupidae.